# Bonne Sforza
Pour les autres membres des familles, voir Sforza, Jagellon et Bonne.
Bonne Sforza (en italien : Bona Sforza), née le 2 février 1494 à Vigevano et morte le 19 novembre 1557 à Bari, est par mariage reine de Pologne et grande-duchesse de Lituanie.

## Biographie

### Enfance
Bonne Sforza naquit le 2 février 1494 à Vigevano, troisième des quatre enfants de Jean Galéas Sforza, duc de Milan, et d'Isabelle de Naples, fille du roi Alphonse II de Naples de la maison de Trastamare. Elle était la nièce de Blanche-Marie Sforza, épouse de l'empereur Maximilien Ier, et d'Anna Maria Sforza, princesse héritière de Ferrare. Son grand-oncle Ludovic Sforza, connu dans l'histoire sous le nom de « Il Moro », usurpait le pouvoir de son père et envoya la famille vivre au château Visconti de Pavie, où son père mourut l'année même de sa naissance. Des rumeurs couraient selon lesquelles il aurait été empoisonné par Ludovic.
La famille de Bonne déménagea au château des Sforza à Milan, où elle vécut sous l'œil vigilant de Ludovic, qui craignait que les Milanais ne se rebellent et n'installent à la tête du duché son frère Francesco, qui était populaire. Pour minimiser le risque, Ludovic sépara le garçon de la famille. Ses plans furent interrompus par la guerre de 1499-1504. Le roi Louis XII de France déposa Ludovic et emmèna Francesco à Paris. N'ayant plus rien à Milan, le reste de la famille partit pour Naples en février 1500. Cependant, la guerre atteignit le royaume de Naples et son grand-oncle maternel, le roi Frédéric Ier de Naples, fut destitué. Avec ses proches, Bonne fut temporairement cachée au château aragonais d'Ischia.
En avril 1502, ses deux sœurs étaient mortes et son frère retenu en France, faisant d'elle la seule de sa fratrie à demeurer auprès de sa mère. Elle et sa mère s'installèrent de manière permanente au Castello Normanno-Svevo à Bari, où Bonne reçut une éducation riche et variée, en accord avec l'usage des cours princières de l'époque. Ses principaux professeurs étaient les humanistes italiens Crisostomo Colonna et Antonio De Ferrariis, qui lui enseignaient les mathématiques, les sciences naturelles, la géographie, l'histoire, le droit, le latin, la littérature classique, la théologie et la musique.

### Reine de Pologne
Après son mariage en 1518 avec Sigismond, elle diffusa la culture de la Renaissance en Pologne. Considérée comme la mère de la cuisine polonaise, elle introduit les légumes italiens dans le pays. Elle renforça aussi le pouvoir royal par l'acquisition de nombreux domaines.
Elle hérita des titres de duchesse de Bari et de princesse de Rossano à la mort de sa mère en 1524, ainsi que de la revendication de la maison de Brienne sur le royaume de Jérusalem.
En 1530, voulant renforcer sa position dans le pays, elle réussit à faire couronner son fils Sigismond Auguste du vivant de son père (« vivente rege »). Cela éveilla les craintes de la noblesse qui, par peur de l'absolutisme, contraignit lors de la guerre du poulet en 1537 le jeune Sigismond à promettre qu'aucun couronnement « vivente rege » ne se ferait du vivant d'un futur roi sans l'approbation de l'Assemblée des nobles (« Sejm walny »).

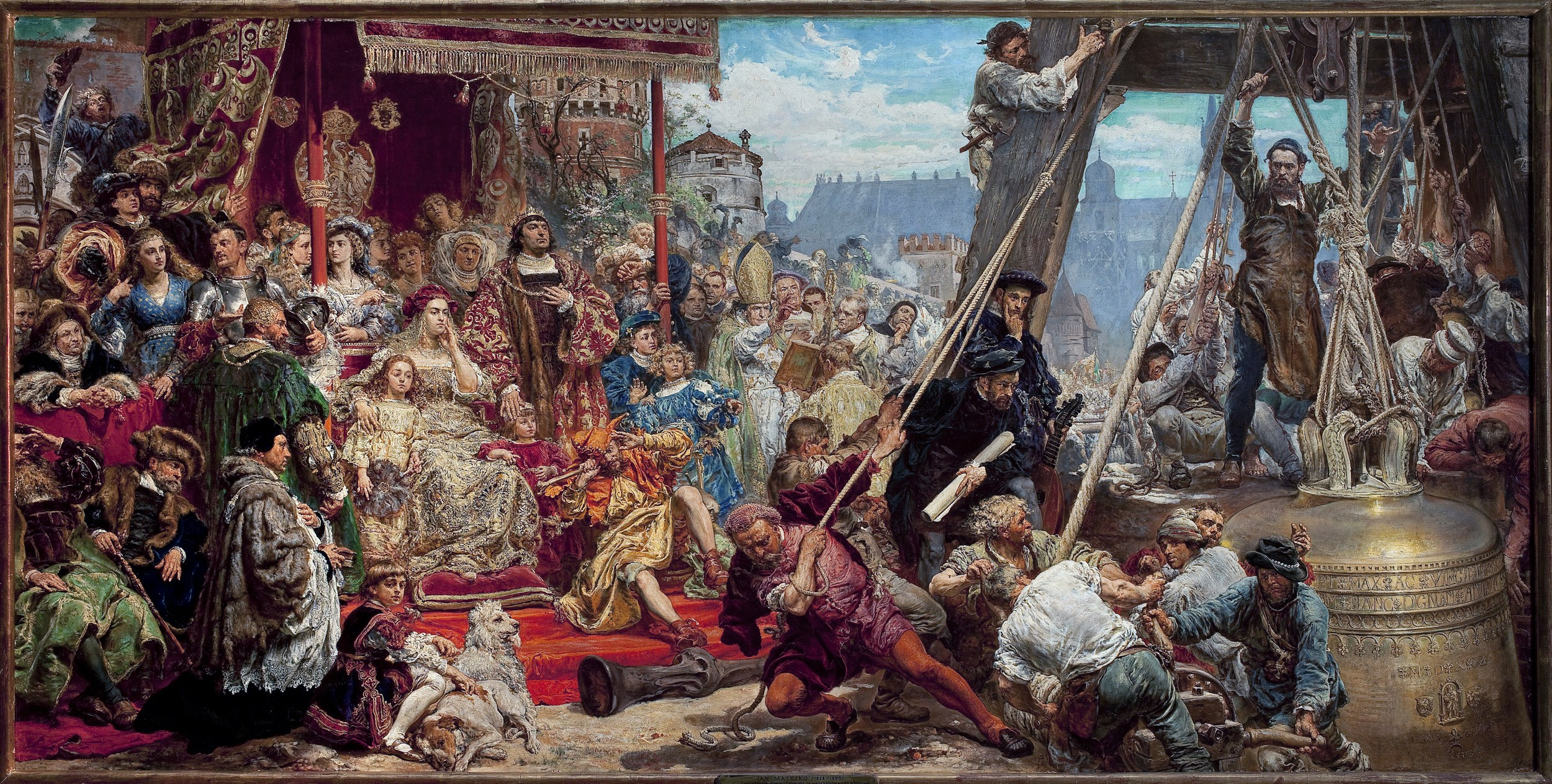
La famille royale, lors de la suspension de la cloche Sigismond à la tour de la cathédrale de Cracovie. Huile sur toile de Jan Matejko, Musée national de Varsovie.

Après la mort de son mari, elle se rallia à la majorité des Polonais en s'opposant au mariage de son fils avec une calviniste lituanienne, Barbara Radziwiłł, et fut soupçonnée de l'avoir empoisonnée, car Barbara mourut peu après le mariage.
Hostile à la maison des Habsbourg, elle voulut la paix avec l'Empire ottoman. Les nobles polonais se révoltèrent contre elle en 1556, trouvant inadmissible qu'une femme puisse s'immiscer à un tel point dans les affaires d'État. Elle dut se réfugier à Bari, où elle s'installa en tant que princesse.

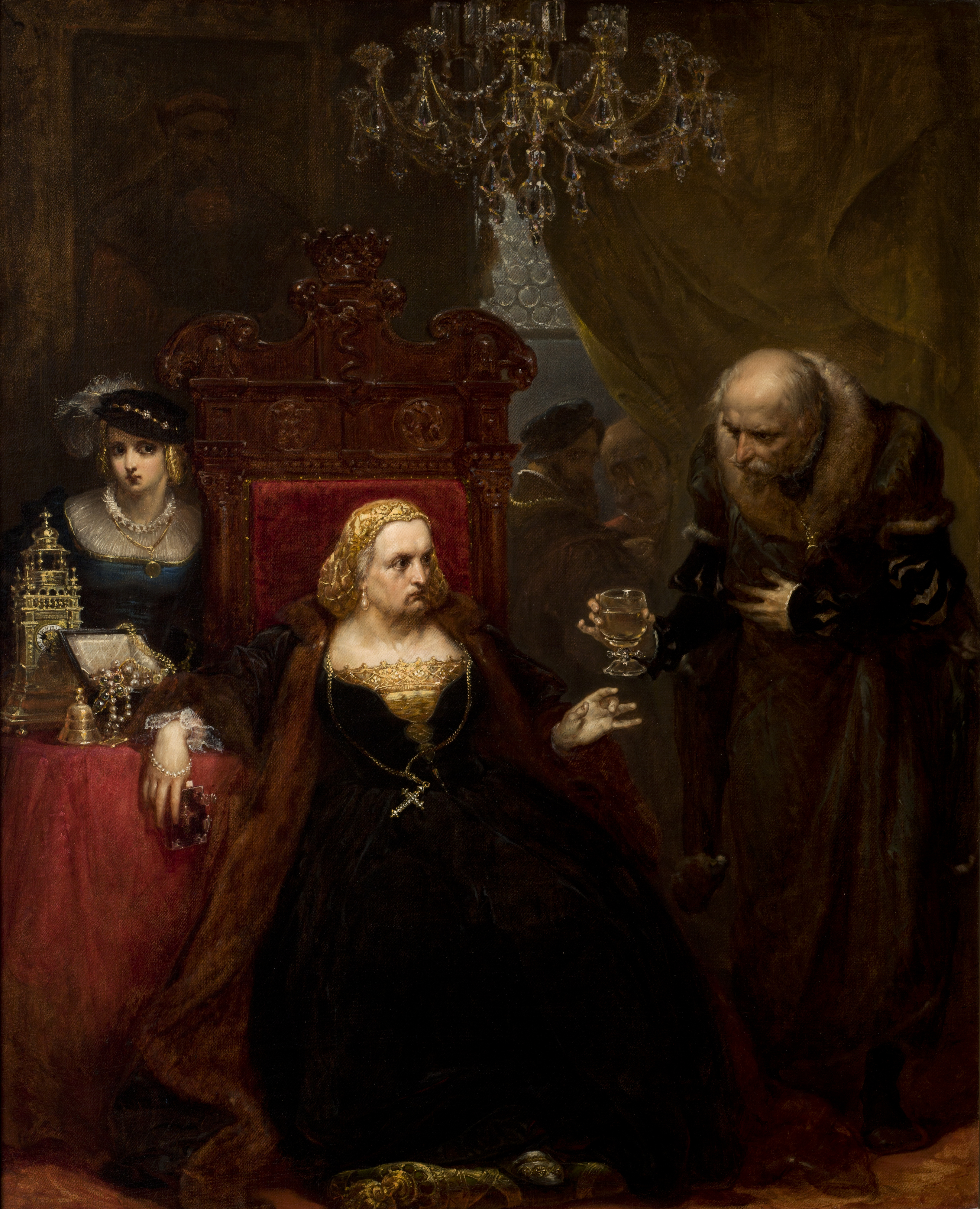
L'Empoisonnement de la reine Bonne, Jan Matejko, 1859.

Elle mourut l'année suivante, le 19 novembre 1557. Selon la rumeur, elle aurait été empoisonnée par son secrétaire, Gian Lorenzo Pappacoda, agissant au nom de Philippe II, lequel aurait ainsi voulu éviter de lui payer ses dettes considérables.

## Descendance
De son mariage avec Sigismond, Bonne Sforza eut six enfants :
- Isabelle Jagellon (18 janvier 1519 - 15 septembre 1559)[2], mariée à Jean Ier Zapolya, roi de Hongrie ;
- Sigismond II Auguste (1er août 1520 - 7 juillet 1572)[2], qui devint roi de Pologne ;
- Sophie Jagellon (13 juillet 1522 - 28 mai 1575), mariée à Henri II de Brunswick-Wolfenbüttel ;
- Anna Jagellon (18 octobre 1523 - 9 septembre 1596)[2], qui régna sur la Pologne avec son mari Étienne Bathory après la mort de son frère aîné ;
- Catherine Jagellon (1er novembre 1526 - 16 septembre 1583)[2], mariée au roi de Suède Jean III ; leur fils Sigismond Vasa, roi de Suède, hérita du royaume de Pologne à la mort d'Anna ;
- Albert (né et mort le 20 septembre 1527), né prématuré et décédé à la naissance [3].

## Voir aussi

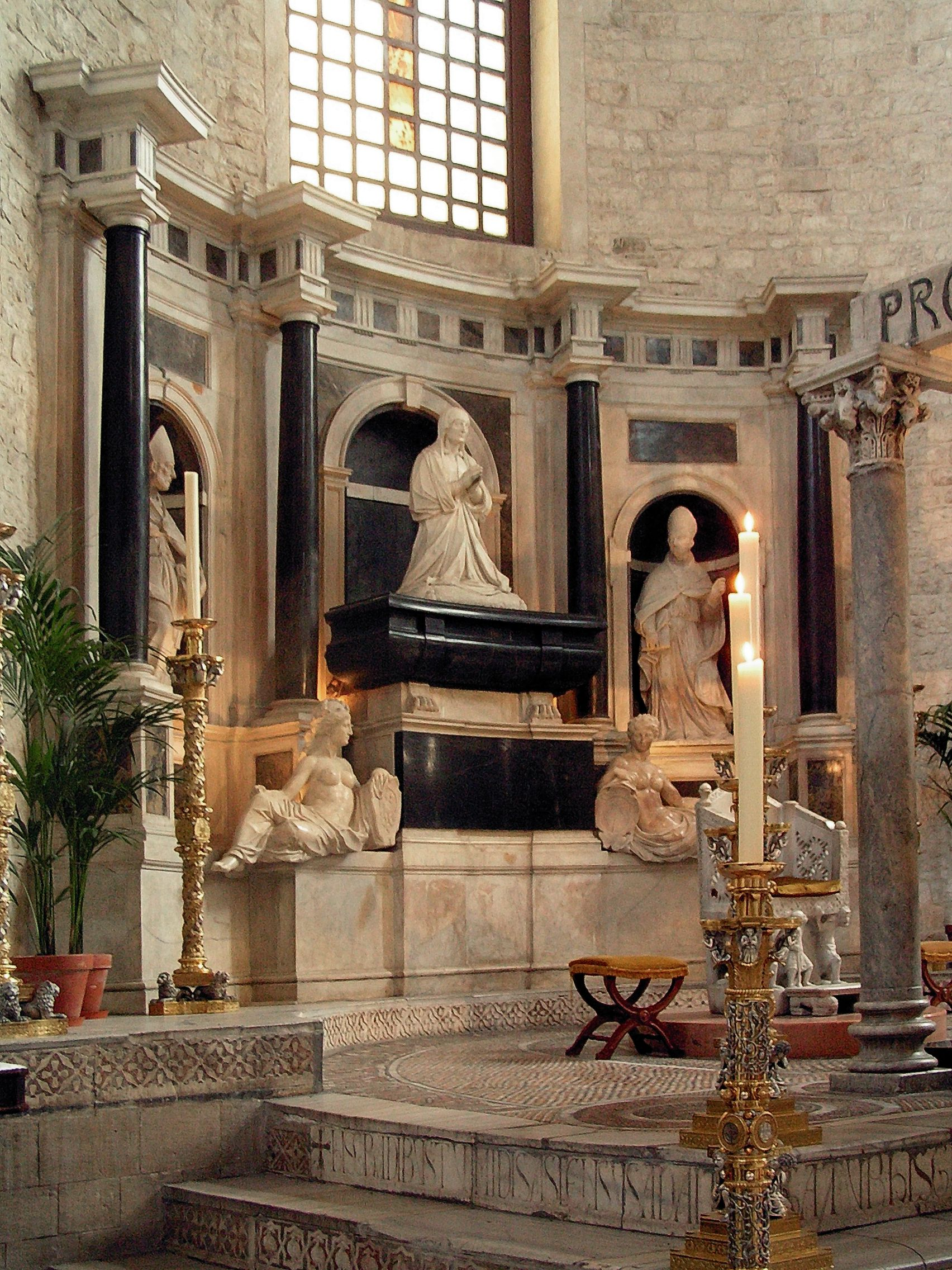
Tombeau de Bona Sforza à la basilique San Nicola de Bari.